# История почты и почтовых марок Иордании
История почты и почтовых марок Иордании, государства на Ближнем Востоке со столицей в Аммане, охватывает период Османской империи (1516—1918), британской военной оккупации (1918—1920), Трансиорданского эмирата под управлением Великобритании (1921—1946) и независимого Иорданского Хашимитского Королевства (с 1946). Иордания входит в число стран — членов Всемирного почтового союза (ВПС; с 1947), а её национальным почтовым оператором служит компания Jordan Post.

## Развитие почты
До 1918 года Иордания входила в состав Османской империи и на её территории работал ряд турецких почтовых отделений.
В течение этого периода (до 1918 года) на территории нынешней Иордании в обращении были почтовые марки Османской империи. Известны лишь почтовые штемпели Аммана, которыми гасилась корреспонденция.
Во время британской оккупации (1918—1920) в обращении были почтовые марки Египетских экспедиционных сил. В 1918—1920 годах эти земли входили в состав Сирии.
В 1920 году была сформирована почтовая система Трансиордании. При этом с июля по ноябрь 1922 года сдаваемые для пересылки почтовые отправления оплачивались наличными деньгами. Сохранились также относящиеся к этому времени письма, франкированные палестинскими почтовыми марками.

## Выпуски почтовых марок

### Трансиордания

#### Первые марки
Первыми знаками почтовой оплаты стали появившиеся в 1920 году почтовые марки Палестины с надпечаткой на арабском языке текста «Восток от Иордана». Они использовались для почтовых нужд в ноябре 1920 года — июле 1921 года.

#### Последующие выпуски
В ноябре 1922 года вновь были эмитированы почтовые марки 1920 года, но снабжённые ещё одной надпечаткой на арабском языке слов «Пиастр» или «Десятая часть пиастра». В декабре 1922 года на почтовых марках 1920 года выпуска была сделана арабская надпечатка: «Арабское правительство Востока. Апрель 1921». В 1923 году тоже была произведена аналогичная надпечатка.
С 1923 года в обращении в Трансиордании были почтовые марки Хиджаза с разными надпечатками на арабском языке.
В 1925 году на почтовых марках Палестины была сделана арабская надпечатка текста: «Восток от Иордана».
Созданию Трансиордании были посвящены первые памятные марки эмирата: на палестинских марках была сделана надпечатка на арабском языке «Арабское правительство Востока. В память независимости. 25 мая 1923».
В 1927 году в обращение вышла первая серия трансиорданских почтовых марок оригинального рисунка, дополненная в 1929 году. В 1928 году серию переиздали с надпечаткой на арабском языке слова «Конституция» в честь принятия первой конституции государства.
В 1946 году в ознаменование провозглашения в мае независимости Трансиордании вышла серия памятных марок девяти номиналов с символическим рисунком. Эта серия была выпущена с зубцами и в беззубцовом исполнении.
Всего было эмитировано около 300 почтовых марок Трансиордании, включая доплатные. Известно множество разновидностей.

### Иордания
1 августа 1949 года был эмитирован первые почтовые марки Иорданского Хашимитского Королевства, выпуск был посвящён 75-летию ВПС. С этого времени выпуск почтовых марок, включая памятные, осуществляется регулярно. На почтовых марках присутствуют надписи: англ. «The Hashemite Kingdom of (the) Jordan», «HK Jordan» или «Jordan».
В 1962 году был издан первый почтовый блок. Всего же до 1981 года поступили в обращение 44 почтовых блока (без учёта их беззубцовых вариантов).

### Тематика
Тематика почтовых марок Иордании разнообразна. Ряд почтовых марок посвящён межарабскому сотрудничеству, крупным международным событиям, флоре, фауне, спорту, выдающимся учёным арабского мира, археологическим находкам и другим сюжетам.
В 1969 году вышла очень большая серия почтовых марок (60 номиналов), посвящённая судьбе палестинских беженцев, переизданная в 1976 году с надпечатками новых номиналов.
На иорданских марках присутствует также тема «Россики», в связи с которой следует отметить выпуск в 1965 году почтовой администрацией Иордании серии памятных марок и почтового блока с портретами советских космонавтов: Ю. А. Гагарина, Г. С. Титова, А. Г. Николаева, П. Р. Поповича, В. Ф. Быковского, В. В. Терешковой. На почтовом блоке также была сделана надпечатка на английском и арабском языках памятного текста: «Восход, 12.10.64. Владимир Комаров, Константин Феоктистов, Борис Егоров».

## Другие виды почтовых марок

### Авиапочтовые
В 1950 году выпущены первые иорданские авиапочтовые марки.

### Доплатные
С 1923 года в Трансиордании эмитировались доплатные марки.
В 1925 году на доплатных марках Палестины была сделана арабская надпечатка текста: «Восток от Иордана».

### Почтово-налоговые
В 1947—1955 годах употреблялись марки налогового сбора на корреспонденцию, отправляемую за границу. Величина налога составляла ½ суммы почтового сбора и направлялся он в фонд помощи палестинцам.

## Эмиссионная политика
В 1962 году правительство Иордании заключило контракт на выпуск и продажу почтовых марок Иордании с зарубежным филателистическим агентством. В период с 1962 года по 1969 год, когда контракт был расторгнут, было эмитировано 400 различных почтовых марок и 41 почтовый блок, не считая беззубцовых вариантов. Почтовые марки выпускались небольшими тиражами. К примеру, тираж беззубцовых серий составлял 2—4 тысячи экземпляров, а некоторых блоков — 4—5 тысяч. Такая эмиссионная политика отрицательно сказалась на популярности иорданских марок у коллекционеров.

## Региональный выпуск
После арабо-израильской войны 1947—1949 годов Предыорданье (западный берег реки Иордан, восточная часть Иерусалима и некоторые другие центральные районы Палестины) были оккупированы и присоединены к Трансиордании. В 1948 году в обращении появились почтовые марки Трансиордании с надпечаткой слова англ. «Palestine» и араб. «فلسطين»‎ («Палестина»). Надпечатки были сделаны на 16 стандартных марках и 9 доплатных марках, а также на серии памятных марок, посвящённых 75-летию ВПС, и на 12 почтово-налоговых марках 1947 года. Известно много разновидностей этих марок. После официального присоединения этих земель к Иордании в 1950 году, там стали использоваться иорданские почтовые марки.

## Местный выпуск Керана
В ноябре 1919 года по причине нехватки почтовых марок британский резидент в Керане выпустил собственные марки, представлявшие собой оттиск турецкой печати синего цвета на белой бумаге и аббревиатуру латиницей «С. К.». Всего было эмитировано 500 таких марок.